# Henicorhynchus cryptopogon
Henicorhynchus cryptopogon és una espècie de peix cipriniforme de la família dels ciprínids.

## Morfologia
- Els mascles poden assolir 15 cm de longitud total.[2][3]

## Alimentació
Menja algues i fitoplàncton.

## Hàbitat
És un peix d'aigua dolça i de clima tropical.

## Distribució geogràfica
Es troba a Àsia: conques dels rius Mekong i Chao Phraya.